# Rhaphidostichum subleptocarpum
Rhaphidostichum subleptocarpum là một loài Rêu trong họ Sematophyllaceae. Loài này được (Thér. & P. de la Varde) Broth. miêu tả khoa học đầu tiên năm 1925.